# Ковалёв, Валентин Константинович
Валентин Константинович Ковалёв (род. 1998, Барнаул) — российский саксофонист.
Начал учиться игре на саксофоне в своём родном городе у Алексея Гоцуляка и Виктории Федяй, продолжил образование в Москве в Музыкальном колледже имени Гнесиных у Леонида Друтина и Музыкальном колледже имени Шопена у Никиты Зимина. Окончил бакалавриат Парижской консерватории по классу саксофона Клода Делангля. С 2021 года учится в магистратуре Мичиганского университета у Тимоти Макаллистера.
В 2011 году получил вторую премию детского музыкального конкурса «Щелкунчик» и гран-при Международного конкурса юных исполнителей на духовых и ударных инструментах «Серебряные трубы» имени Владислава Блажевича. После этого становился лауреатом множества национальных и международных конкурсов; в 2022 году разделил первую премию Наумбурговского конкурса молодых исполнителей в США (соревнование впервые проводилось среди саксофонистов).
Со своей невестой, китайской саксофонисткой Айвен Чжан (англ. Aiwen Zhang), познакомился в Парижской консерватории, оба продолжают образование в Мичиганском университете.
В 2022 году в связи с вооружённым вторжением России на Украину дал в Энн-Арборе сольный концерт, в ходе которого было собрано 17000 долларов США, израсходованных на медикаменты для раненных на Украине и на размещение украинских беженцев в штате Мичиган.